# Liste der Kulturdenkmale in Norderwöhrden
In der Liste der Kulturdenkmale in Norderwöhrden sind alle Kulturdenkmale der schleswig-holsteinischen Gemeinde Norderwöhrden aufgelistet (Stand: 10. März 2025).

## Legende
In den Spalten befinden sich folgende Informationen:
- Objekt-ID: die Nummer des Kulturdenkmales
- Lage: die Adresse des Kulturdenkmales und die geographischen Koordinaten. Kartenansicht, um Koordinaten zu setzen. In der Kartenansicht sind Kulturdenkmale ohne Koordinaten mit einem roten Marker dargestellt und können in der Karte gesetzt werden. Kulturdenkmale ohne Bild sind mit einem blauen Marker gekennzeichnet, Kulturdenkmale mit Bild mit einem grünen Marker.
- Offizielle Bezeichnung: Bezeichnung des Kulturdenkmales
- Beschreibung: die Beschreibung des Kulturdenkmales
- Bild: ein Bild des Kulturdenkmales

## Bauliche Anlagen
| Objekt-ID | Lage                                        | Offizielle Bezeichnung       | Beschreibung | Bild |
| --------- | ------------------------------------------- | ---------------------------- | --- | ---- |
| 54990     | Hauptstraße 2 (54° 10′ 37″ N, 8° 58′ 13″ O) | Wohn- und Wirtschaftsgebäude | Wohn- und Wirtschaftsgebäude; 1803, 1914; eingeschossiger Ziegelmassivbau über Resten der Vorgängerstruktur mit Halbwalmdach; rückseitig und seitlich anliegend ehem. Waschhaus; zugehörig Stallscheune mit Remise; Ende 19. Jh.; Flusskiesel und Bruchstein-gepflasterte Hoffläche mit Wenderondell; drei Hausbäume - Begründung: geschichtlich, Kulturlandschaft prägend - Schutzumfang: Wohn- und Wirtschaftsgebäude, Stallscheune mit Remise, Hof mit Wenderondell, drei Hausbäume (Linden) - Denkmaltyp: Bauliche Anlage | BW   |

## Quelle
- Liste der Kulturdenkmale in Schleswig-Holstein – Kreis Dithmarschen (PDF)

- Karte mit allen Koordinaten:
- OSM |
- WikiMap